# 熊黑钢
熊黑钢（1956年12月—），湖南湘乡人，中华人民共和国地理学家，现任北京联合大学教授，曾任新疆大学教授，九三学社中央委员会常务委员，第九届全国政协委员。